# にゃんこ大戦争
『にゃんこ大戦争』（にゃんこだいせんそう）は、ポノスより2010年に配信された携帯電話向けゲームアプリである。2012年にiOS版とAndroid版がリリースされた。
無料でプレイ可能で、アイテム課金が存在する。2012年にiOS/Android版としてリリースし2025年4月時点で1億ダウンロードを突破しており日本以外の複数の市場へも進出している。2024年6月時点での累計総収益は7億ドル（約1020億円） となっており、このうちの68%が日本市場での収益となっている。

## ゲーム内容
本作は自陣の城からにゃんこ軍団を出撃させ、敵の城を攻め落とすタワーディフェンスゲームである。プレイヤーは800種類を超える様々なキャラクターから10体を編成して敵に挑む。ただし出撃制限のあるステージでは特定の条件でしか編成できないこともある。
キャラクターを生産すると直線のフィールド上でキャラクターが自動的（キャラクターごとに速度は異なる)に動き、敵キャラと戦闘が行われる。敵の城を攻撃すると相手の城の体力を減らすことができ、最終的に敵側の城の体力を0にすることで勝利となり、反対に自分の城の体力が0にされると敗北となる。戦闘に勝利すると経験値（XP）やアイテムを獲得でき、その経験値を使用してキャラクターを強化できる。
一定のレベル（30レベルのキャラが多い）になると、キャラクターを第3形態に進化させることができる（多くのキャラクターはXPや進化素材を用いて進化させる）。キャラクターには、基本ステージのクリアや「にゃんこガチャ」で手に入る基本キャラクターに加え、ステージクリア報酬やネコカン（ゲーム内通貨）などで手に入るEXキャラクターと「レアガチャ」などで手に入るレア、激レア、超激レア、伝説レアがいる。「レアガチャ」はレアチケットまたはネコカンで引くことができる。レアチケットはステージ報酬または「にゃんこガチャ」から一定の確率で排出される青玉（＋１０以上の場合）を５個消費することで手に入れることができる。
自陣の城にはにゃんこ砲というレーザー兵器が取り付けられており、時間経過でゲージがたまるとタップで発動させることができる。にゃんこ砲は、射程距離内にいる敵に色々な効果を与えることができ、敵を不利にさせる力を持つ反面、再チャージまでに時間がかかる（31.67〜50秒）。
ある程度ステージを進めると、「神さま」を解放することができ、戦闘中ネコカンを消費することで、様々なサポートを得られる。宇宙編1章のクリアにより、必要とするそれぞれのネコカンの量を7割カットすることもできる。ただし使用可能なのは日本編、未来編、宇宙編（ビッグバン・フィリバスター戦を除く）のみである。
敵キャラクターには「赤い敵」や「浮いてる敵」、「黒い敵」、「エイリアン」、「メタルな敵」、「無属性」、「天使」、「ゾンビ」「古代種」「悪魔」などといった10種類の属性(コラボレーションイベント限定の属性を含める場合、「使徒」と「魔女」の2種類を加えた合計12種類となる)が割り振られており、プレイヤーが使うキャラクターにはこの属性に対して有効な特性を持つキャラクターもいる。たとえば、序盤で手に入る「バトルネコ」は、「赤い敵」に対して与ダメージが上がり、被ダメージが減少する「赤い敵にめっぽう強い」という特性を持つ。コラボレーションイベントによっては「使徒」、「魔女」など独自の属性を持つ敵キャラクターとそれに対する能力を持った味方キャラクターが登場する。「古代種」、「悪魔」、「無属性」（＋「使徒」、「魔女」）には現段階お宝というものがない。お宝を集めると特性が強化されたり対象属性の倍率が下がったりなどの効果がある。また、一部の敵には「超獣」や「超生命体」、「超賢者」といった特殊な属性が割り振られており、これらに対する能力として超生命体特効や超獣特効、超賢者特攻といった能力を持つキャラクターが存在する。これらの能力は対象の対してダメージを高めて耐久力を増やし、さらに超獣特攻には確率は様々だが攻撃を無効にする効果がある。超獣はアップデート12.0で追加され、同時に獣石(進化素材)なども大型アップデートとして追加された。超賢者特攻は超賢者に対して被ダメを軽減し、与ダメを強化できる上、超賢者の妨害耐性を無視し、超賢者からの妨害に対しての耐性を得る。
本作は基本ステージ（日本編、未来編、宇宙編）、レジェンドストーリー、真・レジェンドストーリー、レジェンドストーリー -0- 、イベントやコラボなどのスペシャルステージ、スコアを競うネコ道場、どこまで進めるかをユーザー間で競う地底迷宮グランドアビスなどが存在する。このうち、基本ステージは日本編・未来編・宇宙編の3本で構成されており、さらにそこから3章のチャプターで構成されている。チャプター内の各ステージをクリアすると、一定確率でお宝と呼ばれるアイテムを得ることができ、それぞれの地方でお宝を揃えると戦闘が優位になる効果が発動する（一定期間におとずれる「トレジャーフェスティバル」、時間帯とプレイヤー、対象ステージが完全ランダムな「トレジャーチャンス」の時にステージをクリアすると、通常より高い確率でお宝を得ることができる）。また、お宝には粗悪なお宝、普通のお宝、最高のお宝の3種類があり、全てのステージで最高のお宝を入手するとお宝の効果が100%の力で発揮される。また、お宝は全ステージに適用される。日本編と未来編、宇宙編1章と同2章では、章をクリアすると一定時間おきにゾンビステージが発生し、その章のゾンビステージをすべてクリアすると、最大統率力が50上がる。また、特定のステージをクリアすることで、魔界編を解放することができる。

### その他
働きネコ
にゃんこ城内で働き、お金を集め、他のネコを生産したりにゃんこ砲を発射したりする。お宝や、レベルアップによりそれぞれ速くできる。
ガマトト探検隊
日本編第一章滋賀県をクリアすることで利用可能となる。探検に出すことで、経験値やネコカン、アイテムやキャッツアイなど様々なものを手に入れることができる。ネコビタンを使用することで、所要時間を短縮することが可能。探検できるステージはガマトトのレベルとユーザーランクを上げることで行けるようになる通常ステージ、ねこの目洞窟などの期間限定ステージ、消滅都市（消滅都市コラボ）などのコラボステージなどがある。コラボ中はトト（メルクストーリアコラボ）などのアイテムの入手率を高めるキャラクターが探検に同行する場合もある。
ver9.9では、経験値を消費することでランダムにアイテムを一つ貰える「にゃんこ神社」が追加され、未来編三章クリア後に遊べるようになった。10万経験値を消費するとにゃんこ城の開発素材、100万経験値を消費するとマタタビ及びマタタビの種（1％の確率で金マタタビが貰える）、300万経験値を消費するとキャッツアイ、500万経験値を消費するとリーダーシップやレアチケットなどのその他アイテムを貰うことができる。それぞれ最大で5回ずつ経験値の消費ができるが、神社は基本的に数回で消えてしまう。また、金マタタビには天井が存在するため、3000万の経験値を消費することで確実に金マタタビを手に入れることができる。
ver10.0では、にゃんこ神社に「にゃんこおみくじ」が追加された。にゃんこおみくじには神の使いとしてアイテムの入手率を高めるキャラクターであるいなりが一度だけ探検に同行したり、探検後に出現する袋が比較的良いものが出る大袋になったりなどのご利益を得られる。また、大吉や凶などの運勢でも、たまにリーダーシップがもらえるなどのことがあり、ハズレはない。
オトート開発隊
日本編第一章クリア後に利用可能となる。一定数の素材と助手を消費することで、土台の開発、装飾の開発、主砲の開発、並びにこれら3つの強化とにゃんこ城自体の強化をすることができる。
ガマトト探検隊で連れて帰って来た助手に手伝ってもらえる（助手は最大5人まで保持可能）。また、ガマトト探検隊の構成員を解雇する際に助手として引き留めることができる。
マタタビ
Ver11.0時点では緑マタタビ、紫マタタビ、赤マタタビ、青マタタビ、黄マタタビ、虹マタタビ、古代マタタビ、悪マタタビ、金マタタビとそれぞれの種がある。種は5つ集めるとマタタビにできるが、マタタビから種にはできない。また、虹マタタビと金マタタビは種のほうが貴重である。一部キャラクターを第三形態、第四形態にするのに使用する。また、XPに変換することもできる。
獣石
Ver12.0時点では紅獣石、紅獣結晶、紫獣石、紫獣結晶、蒼獣石、蒼獣結晶、翠獣石、翠獣結晶、黄獣石、黄獣結晶、虹獣石がある。マタタビと同様に、一部のキャラクターを第三形態、第四形態にするのに使用する。
キャッツアイ
にゃんこたちのレベル上限を開放するためのアイテム。一部のステージをクリアすると、ユーザーランクによる制限はあるが、レベル上限はLv.50まで上げることができるようになる（基本キャラなどを除く）。Lv.46以上に上げるときは、キャッツアイの必要数が2つに増える。種類はEX、レア、激レア、超激レア、伝説、闇の6種類である。伝説のキャッツアイと闇のキャッツアイは他のキャッツアイが0個の場合代替で使用可能。
闇のキャッツアイは超激レアのレベル上限を60まで解放することが可能であり、レベル56以上に上げるときは、キャッツアイの必要数が2つに増える。
本能
未来編第三章クリア後に解放され、ガチャで入手したキャラクターや本能玉と交換したNP（にゃんこポイント）を消費して、キャラクターの第三形態の能力を解放および強化する。一部キャラクターはレベル60まで上げることで超本能と呼ばれるものも開放できるようになり、一部のキャラには本能玉追加スロットも存在している。
本能玉
未来編第三章クリア後に解放され、地図ステージや超生命体強襲内ステージクリア後のEXステージで手に入る。本能玉をキャラクターにつけることで、その属性に対しての能力が強化される。
本能玉のランクはD〜Sまでがあり、Sはステージではドロップせず合成することによって取得できる。Aは発掘ステージでは取得できないが、強襲ステージ後のEXステージでは取得できる。本能玉にはダメージアップ、ダメージ軽減、超ダメージ、打たれ強い、めっぽう強いの5種類あるが本能実装キャラのみにしかつけれない。また、めっぽう強い・超ダメージ・打たれ強いの3つはその特性を持つキャラのみしか付けられず、極ダメージと超打たれ強いのキャラクターにはつけられない。
本能玉をキャラに装着した後でもその本能玉を合成することができる。上書きするとその本能玉は帰ってこないがNP（にゃんこポイント）を10消費すれば取り外せる。また、NP（にゃんこポイント）に変換することもできる。
にゃんこメダル
特定の課題を達成することでメダルを入手することができる。入手したメダルはメニューの「にゃんこメダル」の画面に表示され、入手していないメダルのアイコン（一部を除く）をタップすると、名前と獲得条件が表示される。出陣スロットの拡張時ににゃんこメダルの獲得数が条件になることがある。
地図
スペシャルステージ、レジェンドストーリー、真・レジェンドストーリー、レジェンドストーリー -0-（ネコビタンステージなど一部を除く）をクリアすると稀に地図を発掘できる。発掘した地図にはレアリティが存在し、お宝と同じように粗悪、普通、最高の3つに分けられる。
発掘した地図は3時間で鑑定され、鑑定が終わると鑑定完了という文字に変わる。鑑定完了という文字に変わった地図をタップすると複数のステージの中からランダムで選ばれたステージをプレイすることができる。このステージの質は良い地図であればあるほど高くなり、報酬もより良いものになるが、その分難しくもなる。
鑑定されてから一定時間経つと消滅するが、クリアすると報酬がもらえる。また、発掘Lvというものがあり（0〜9）Lvが上がるほど良い地図を発掘しやすくなる（その分、難しくなる）。Lvはレジェンドにゃんこ達を仲間にするごとに1ずつ増える。
第3形態
必要数のマタタビ・レベル・経験値で成長させることができる。能力や攻撃力、体力などが変化したり強化されたりする（キャラによって異なる）。また、開眼ステージなどで第3形態にする権利を獲得することができるキャラも存在し、マタタビと経験値は必要なく基本的にレベル20を超えていれば第3形態にできる。
第4形態
Ver.13.0より実装された。第3形態進化後でかつレベルと+値の合計値が60を超えたキャラに経験値と進化素材を使用することで進化可能。本能も適用される。
進化
全てのキャラクターはレベル10で第2形態に進化する。開眼ステージや大狂乱ステージなどで進化の権利を獲得可能な一部のキャラはレベルが20以上で第三形態に進化可能。マタタビ及びマタタビの種、獣石、獣結晶と経験値、レベルで進化するキャラと基本キャラは合計レベル30以上が必要となる。

## アイテム
スピードアップ
ゲームの進行速度が2倍、3倍速（3倍速はゴールド会員に入っていないと使用不可）になる。戦闘中にON/OFFが可能（採点報酬ではスピードアップを使っていると減点スピードも2倍、3倍に上がる）。
トレジャーレーダー
勝利すればステージに設定された最高のお宝及びドロップアイテムを100%の確率で入手できる。一部のステージでは、トレジャーレーダー報酬がXPもしくはキャラクターである場合、1度報酬を入手している状態でトレジャーレーダーを使用しさらにクリアすると、トレジャーレーダーがドロップする。
ネコボン
働きネコのレベルがMAX（LV8）の状態でスタートする。
ニャンピュータ
プレイヤーの代わりに戦闘を行ってくれるネコ型CPU。戦闘中にON/OFFが可能。
ネコ型なので性能には期待できなく壁の量産以外にはあまり適していない。
Ver.12.5より一部を除く既クリアステージをニャンピュータを2つ使うことによって戦わずして報酬を得られるようになったが、EXステージでの報酬は得られず、1日10回までの制限がある。
おかめはちもく
ステージクリア時に得られる経験値が1.5倍になる。※経験値のドロップ報酬は1.5倍にはならない。
スニャイパー
自城の上空に狙撃手が出現し、10秒(300f)毎に自城の体力×0.05倍ダメージを最前線の敵単体に与え、確実にヒットバックさせる援護射撃をする。戦闘中にON/OFFが可能。OFFの状態でも経過したfは継続される。ただし、1度300f経過し発砲演出が入れば、当たらなくても再度300f待つ必要がある。

## 関連作品
とびだす！にゃんこ大戦争
ニンテンドー3DS用ダウンロードソフトとして、2015年5月31日より配信開始。3DSの立体視機能に対応している他、追加ステージや対戦モードを新たに実装。オフライン用のデータ落とし切り・買い切り型ソフトであり、課金要素や追加DLCは非実装。
2000年11月発売のPlayStation用ゲームソフト『ディオラムス』以来の自社販売家庭用ゲームソフトでもある。
みんなで にゃんこ大戦争
株式会社コアエッジが開発・運営するPCブラウザ向けゲーム。2017年8月23日にはYahoo!モバゲーでの配信が開始され、同年9月26日にはDMM GAMES、ゲソてんbyGMO、ハンゲームでの配信が開始された。2017年10月17日からはニコニコアプリでの配信が開始された。
対人戦である「タイマン機能」をはじめとする機能や要素が新たに追加された。
2018年11月29日にサービス終了を発表。終了日はプラットホームによって異なる。
ふたりで！にゃんこ大戦争
『とびだす！』に続くコンシューマ向けタイトル第2弾となるNintendo Switch用ソフト。2018年12月20日配信。開発担当はトーセ。
おすそわけプレイに対応し、1つのソフトで2人協力プレイができることを売りにしている。アプリ版と比較すると、にゃんコンボなど一部の要素は非実装。レジェンドステージの数も少ない。一方、『ふたりで！にゃんこ大戦争』のみ漫画『コロコロ』などでの特典により取得できる特別なキャラクターなどがある。
『とびだす！』と同様に買い切り方式で、発売後のデータ追加の予定はないものとしていたが、2020年7月16日に対戦モードが追加された。対戦モードでは相手に任意の属性を付与できる「属性にゃんこ砲」が導入された。2023年7月14日、超高難易度ステージ「風雲にゃんこ塔」「降臨ステージ」やゾンビ属性を持った敵キャラクターの追加、対ゾンビ属性を持つ「革命軍隊アイアンウォーズ」などの新キャラクターが追加された。また、高難易度ステージ追加に伴い、「レア」「激レア」「超激レア」レアリティのキャラクターのレベル上限が30から40に引き上げられた。さらに、レアガチャの「超ネコ祭」が常設化し、「黒獣ガオウ」が追加され、ガチャ名及びバナーが「超極ネコ祭」に変更された。同年12月15日には「巫女姫ミタマ」と「黒無垢のミタマ」、2024年3月15日には「幼傑ダルターニャ」と「影傑ダルターニャ」が追加された。

### 周年記念作品
GO!GO!ネコホッピング
にゃんこ大戦争が6周年を迎えたことを記念して2018年11月16日に配信されたスピンオフ作品。課金要素は非実装。ホッピングに乗ったにゃんこ大戦争のキャラクター達をタップしスコアアタックをするカジュアルゲームとなっている。反射神経が求められる。
にゃんこ新日本
にゃんこ大戦争が8周年を迎えたことを記念して2020年11月26日に配信されたスピンオフ作品。課金要素は非実装。日本の都道府県を模した形のパーツが画面上から降ってくるためそれを積み上げ新しい日本を作る、という題材のカジュアルゲームとなっている。
にゃんこクエスト
にゃんこ大戦争が9周年を迎えたことを記念して2021年11月24日に配信されたスピンオフ作品。課金要素は非実装。にゃんこ大戦争におけるにゃんこを模した球型のキャラクターを動かし球型の動物を模したキャラクター達を場外に弾き飛ばすカジュアルゲームとなっている。

## メディアミックス
にゃんこ大戦争〜日本侵略秘録〜
ウェブコミックアプリ・GANMA!にて2015年9月29日から2019年8月31日まで配信されていた漫画作品。作画は伊集院一雄。
内容は日本編を基にしつつも、主人公であるノラをはじめとするオリジナルキャラクターが多数登場する。
まんがで！にゃんこ大戦争
『月刊コロコロコミック』（小学館）にて2018年12月号より連載中の漫画作品。作画は萬屋不死身之介。当初は「にゃんこ大戦争」というタイトルだった。漫画オリジナルのキャラも存在する。『週刊コロコロコミック』（同）にて、創刊日の2022年3月15日より、同作者による『まんがで！にゃんこ大戦争 もういっちょ！』が連載されている。2024年7月時点で累計部数が111万部を突破している。
- 萬屋不死身之介（作）・PONOS株式会社（原作・監修）『まんがで！にゃんこ大戦争』小学館〈てんとう虫コミックススペシャル〉、既刊16巻（2025年5月28日現在）
  1. 2019年1月25日発売、ISBN 978-4-09-142890-5
  2. 2019年8月28日発売、ISBN 978-4-09-143048-9
  3. 2019年12月27日発売、ISBN 978-4-09-143129-5
  4. 2020年5月28日発売、ISBN 978-4-09-143179-0
  5. 2020年9月28日発売、ISBN 978-4-09-143229-2
  6. 2021年2月26日発売、ISBN 978-4-09-143267-4
  7. 2021年6月28日発売、ISBN 978-4-09-143310-7
  8. 2021年9月28日発売、ISBN 978-4-09-143345-9
  9. 2022年2月28日発売、ISBN 978-4-09-143380-0
  10. 2022年8月26日発売、ISBN 978-4-09-143544-6
  11. 2023年2月28日発売、ISBN 978-4-09-143584-2
  12. 2023年7月28日発売、ISBN 978-4-09-143625-2
  13. 2023年11月28日発売、ISBN 978-4-09-143658-0
  14. 2024年4月26日発売、ISBN 978-4-09-143710-5
  15. 2024年11月28日発売、ISBN 978-4-09-149830-4
  16. 2025年5月28日発売、ISBN 978-4-09-154036-2

- 萬屋不死身之介（作）・PONOS株式会社（原作・監修）『まんがで！にゃんこ大戦争 0巻』小学館〈てんとう虫コミックススペシャル〉、2024年4月26日発売、ISBN 978-4-09-143716-7

### パチスロ
Lぱちスロ にゃんこ大戦争 BIGBANG（2022年7月、京楽）

## 開発
2010年にiアプリ向けのアプリとして配信された本作は、全1章の短編作品だった。
本作開発当時のポノスの社員は9人しかおらず、うち本作の開発スタッフはプロデューサー、デザイナー、プログラマーのわずか3人だけだった。これ以上の人手はかけられないため、キャラクターデザインは「誰でも描けそうな」単純なものになった。
iOS/Android版はiアプリ版を基にしつつも、移植に伴い第2章以降が開発された。
iOS/Android版の配信時には3章分が用意されたが、それだけではすぐに終わってしまうため、高難易度の降臨ステージといったやりこみ要素が取り入れられた。
本作のプロデューサーの石橋は、「ライトユーザーにはちょっとしんどい部分もあるかと思うんですけど、まずはステージクリアを目指しつつ、徐々に骨太なプレイも楽しんでもらえるようなゲームになっていると思います。」と2018年のファミ通Appとのインタビューの中で話している。
また、同じインタビューの中で長続きした理由について石橋は、他社に追随するのではなく、独自性を大事にして自分たちのやり方を大事にしてきたのが大きいのだろうとしている。

### みんなで にゃんこ大戦争
本作を基にしたPCブラウザゲーム『みんなで にゃんこ大戦争』の開発・運営はコアエッジが担当し、『ゲゲゲの鬼太郎 妖怪横丁』などの運営・開発で知られるバトルシップが協力に当たった。2017年に開かれた『みんなで にゃんこ大戦争』の制作発表会の中で、ポノスの最高経営責任者である辻子はブラウザ版の開発をコアエッジに頼んだ理由について「様々なプラットフォームで、さまざまな『にゃんこ大戦争』を楽しんでほしいと思い、ブラウザゲームの開発・運営に実績のあるコアエッジにお願いした」と述べている。また、コアエッジの最高経営責任者である宮本は、「『にゃんこ大戦争』の魅力を最大限に引き出すために、バトルシップに開発の協力を要請した」と制作発表会の中で振り返っている。
『みんなで にゃんこ大戦争』は皆で楽しむ『にゃんこ大戦争』をコンセプトに開発され、対人戦である「タイマン機能」などが実装されたほか、スマートフォンの操作性に近づけるべくマウスとキーボードで操作できるように開発された。また、ユーザーが互いの部屋を褒め合いながらコミュニケーションを発展させてほしいという思いから、拠点の内装をカスタマイズする機能は、二者の間を取り持つ「肝煎り」という言葉をとって「キモデコ機能」と命名された。『みんなで にゃんこ大戦争』のプロデューサーを務めた、バトルシップの代表取締役・田平は制作発表会の中で、制作時の課題として「情熱をこめて作られたにゃんこたちの動きをいかにしてブラウザ上で表現するか」を挙げている。
2019年1月31日、1年間半という短い期間だったがサービス終了という決断に至った。みんなでにゃんこ大戦争はポノスの人気スマートフォン用アプリ『にゃんこ大戦争』のスピンアウトアプリで、2017年8月より各種ブラウザゲームプラットフォームでサービス提供が行われていた。サービス開始から約1年半でサービス提供を終えた。

### ふたりで！にゃんこ大戦争
『ふたりで！にゃんこ大戦争』は、『とびだす！にゃんこ大戦争』の大ヒットを受け、2018年春頃に開発が決定した。『ふたりで！』は小学生をメインターゲットにしており、『ふたりで！』のプロデューサーを務めた清水は親子で楽しんでほしいとファミ通とのインタビューで話している。『ふたりで！』はスマートフォン版『にゃんこ大戦争』と雰囲気は似ているものの、ステージはスマートフォン版から抜粋した全48面で構成されているほか、ユーザーインターフェースはNintendo Switchに合わせたものとなっている。また、『とびだす！にゃんこ大戦争』ではニンテンドー3DSのハードの特性を生かした対戦モードが実験的に用意されていたのに対し、『ふたりで！』ではNintendo Switchのおすそ分けプレイを生かした協力モードが導入された。『ふたりで！』は元々対戦モードが用意されていなかったものの、同作の発売後に次世代ワールドホビーフェア’19 Winterにてプレイアブル出展された際、来場した子どもたちが手に入れたり育成したユニットを見せてきたのを見たプロデューサーの清水は、プレイヤーが自分のユニットを自慢する場所がないことに気づき、対戦モードの導入を決めた。
これまで開発チームは実際にプレイしている子どもたちと直接交流したことがないため、子どもが見せびらかしたがるということを想定していなかったと本作のプロデューサーである清水はファングラーゲームズとのインタビューの中で振り返っている 。プロデューサーの清水はこの出来事を通じて、ユーザーと開発者が一体になったと前述のインタビューの中で振り返っている。『にゃんこ大戦争』はもともとソロプレイに特化した内容であることから、ステージ内の敵キャラにのみ有効な能力を持たせるという施策が取られてきたが、この施策は同じにゃんこ同士を戦わせることには向いていなかった。これを解決するため、開発チームは「属性にゃんこ砲」を導入した。

### にゃんこ大戦争~日本侵略秘録！~
GANMA!で伊集院一雄により配信されていた漫画。2019年2月までに完結。
あらすじ
統括者ネコマンダー率いるにゃんこ軍団は日本侵略を目指して北に向かって行った。主人公のノラはネコ缶2つでにゃんこ軍団にスカウトされる。やがて、模様の力を悪用しようとする「悪の帝王ニャンダム」との戦いへと発展する。
キャラクター
ここではにゃんこ大戦争~日本侵略秘録！の主要人物を説明する。
ノラ
熊手ならぬ猫手を持った期待の新人。背中には、かつて世界を滅ぼした破壊兵器・ネコムートの模様がついている。戦闘時には、暴走し様々な敵をなぎ倒していく。しかしニャンダムに囚われ狂乱化してしまう。狂乱化してニャンダムを倒した後、にゃんこ軍団に攻撃をしかける。ネコリーナの(狂喰種)で身体を一時拘束された上カムイの攻撃を受け死亡した。
ネコマンダー
にゃんこ軍団を統括するリーダーで、寡黙な性格をしている。徐々にノラに心を開くが狂乱化したノラ討伐戦でノラを倒すという苦渋の決断をする。
ネコリーナ
魔女のようなネコ。人型になることも出来る。一人称はアタイ。ノラの理解者であったが、狂乱化したノラを倒す為に狂喰種(きょうしょくだね)を増殖する。

## コラボ
本作は、多種多様な作品、組織や団体とコラボレーションを行っている。本作のプロデューサーの石橋によると、最初のころは本作を気に入った他社の関係者から声がかかる形でコラボレーションが実現することが多かったとされている。
- ケリ姫スイーツ

2013年4月26日より期間限定で開催された。にゃんこ大戦争とは同年代にサービス開始しており、本作の1周年を記念して同年11月5日から11月19日までの期間に2回目となるコラボレーションが開催されたほか、3回目のコラボレーションが2015年1月30日からの期間限定で開催された。 以降コラボレーションの復刻版が2017年5月10日から期間限定で実施され、毎年恒例のコラボとして定期的にコラボをしている。他のコラボとは違い、相互コラボという形でコラボはしていなく、互いのタイミングでコラボをしている一風変わった形式となっている。2023年にはお互いのゲームがリリース10周年を迎えており、レアキャラクターであるチビガウらの第三形態が実装された。
- ふるさと自衛隊

2013年12月2日から12月16日までの期間限定で開催された。
- Googleコラボ

2013年12月26日から2014年1月6日までの期間限定で開催された。2014年3月26日からも再度コラボを行った。
また、本ゲームがGoogle Play ベスト オブ 2023 ゲーム オンゴーイング部門 部門賞を受賞したことを記念して、2023年12月4日から12月8日までの期間、「ドロイド」が復刻した。イベントステージをクリアすることで第3形態にすることもできた。
- 拡散性ミリオンアーサー、ドラゴンポーカー

本作と上記二作品の合同コラボレーションが、2014年4月21日から5月5日までの期間限定で開催された。
- 小林幸子コラボ

800万ダウンロード突破を記念したテレビCMのイメージキャラクターに小林幸子が起用されたことから実現した。 小林をモデルとしたEXキャラクターの「歌謡にゃんこ」が登場したほか、メガにゃんこおよびメガにゃんこEXが登場した。なお、毎年大晦日に1日だけ「ラスボス降臨！」「開眼の歌謡にゃんこ襲来！」として開催されるようになっている。
- メルクストーリア - 癒術士と鈴のしらべ -

2014年6月17日から30日実施された。このコラボレーションは、本作の開発元であるPONOSと『メルクストーリア』の開発元であるハッピーエレメンツがどちらも京都に本社があったことから実現した。 このコラボはケリ姫・消滅都市と共に、毎年恒例のコラボとなり2017年の第3回までは6月中に行われ、第4回以降は秋頃に行われるようになっている。  コラボの際は相互に色々なキャラを輸入させている。
- ドラゴンリーグ

2014年12月8日から15日までの期間限定で開催された。
- 氣志團コラボ

2015年2月25日から2015年5月25日までの期間限定で開催され、バンドのメンバーが登場した。
- 生きろ!マンボウ!

2015年4月3日から5月3日までの期間限定で開催されたほか、2015年11月19日から12月3日には復刻版が開催された。その後、2019年3月18日から4月1日と、2020年4月6日から4月21日、2021年の8月18からには復刻コラボが開催された。2022年では8月15日より復刻コラボが行われた。2023年では8月18日から9月1日までの間コラボが行われた。そして超激レアのマンボ王は本能が解放された。また、現在このコラボは夏休みイベントの一環として行われる毎年恒例のものとなっている。
- 消滅都市（消滅都市2、消滅都市０．）

2015年 4月24日から5月10日までの期間に最初のコラボレーションが実施された以降、毎年恒例のコラボとしてケリ姫・メルクストーリアと共にコラボを行っている。  時期としては毎年５～６月頃に行っており、相互でコラボを行う際はお互いに好き勝手やれるとにゃんこ大戦争の生放送番組内で語られていた。2023年のコラボでは超激レア4体に本能が追加され、赤髪のゆきにゃんに第三形態が実装された。現在本アプリはサービス終了している。
- 極道大戦争

2015年4月17日から6月19日の期間限定で、「極道にゃんこ」のシリアルコードが記載された『極道大戦争』のムビチケカードが発売された。
また、2015年5月25日から7月4日までの期間には本作内でのコラボレーションも実施され、にゃんこ側には映画をモチーフにした極道にゃんこが登場した。
- モンハン大狩猟

2015年8月27日から9月10日までの期間限定で開催され、にゃんこ側にはリオレウスなどが登場した。
- メタルスラッグディフェンス

2015年10月6日〜11月4日の期間限定で開催され、にゃんこ側にはマルコをはじめとする複数のキャラクターが登場した。敵側、仲間側共通で、ヒュージハーミット、ジュピターキングも登場した。
2017年10月9日～10月23日まで第二弾となるコラボが復刻。
2024年1月15日～29日まで第3弾となるコラボが復刻。新キャラソル・デ・ロカが追加されたほか、既存の超激レアコラボキャラの第3形態が追加された。
- ゆるドラシル

2015年11月4日から2015年11月19日までの期間限定でコラボレーションイベント「にゃグナロク！」が開催され、にゃんこ側には光の神徒ヴァルキリーなどが登場した。 また、コラボステージ「神略！ゆるドラシル」のステージ1クリア報酬として『ゆるドラシル』で使用可能なひよっこにゃんこが配布されたほか、『ゆるドラシル』プレイ報酬として、本作で使用可能なEXおでんが配布された。
- 城とドラゴン

2016年1月14日から2016年1月28日の限定で実施され、にゃんこ側にはアシュラなど計7体が登場した。コラボステージは19ステージ用意されており、「開眼の城とドラゴン」をクリアすると、すべてのコラボキャラクターを第3形態に進化させることが可能である。 また、復刻版が2017年1月16日から1月30日と2019年8月19日から8月29日と2020年9月1日から9月15日の期間限定で実施された。2020年からはチビクロプスネコタマゴが有料販売される。2022年1月17日から1月31日の期間限定でコラボした。 2023年では9月1日から9月15日までコラボが開催され新たな難易度となるステージ追加。限定キャラのチビクロプスネコタマゴが再販される。
- にゃんパズル・ねばーる君

本作と『にゃんパズル』、茨城県非公認マスコットキャラクター「ねばーる君」の合同イベントで、野良猫や地域猫の保護プログラム「まもるよネコさんかつどう」へのチャリティー企画として、2016年3月7日から2016年3月21日までの期間限定で実施された。
にゃんこ側にはねばにゃんこ側にはねば〜る君のほかにも、『にゃんパズル』からニャームス、ポチ、クロミ、せつ子が敵キャラクターとして登場したほか、コラボ限定アイテム「まもるよチケット」を消費する専用のガチャからも入手することができた。
- NEOなめこ栽培キット

2016年7月28日から8月11日までの期間限定で開催され、にゃんこ側にはなめこタンクなどが味方ユニットとして登場したほか、なめこが敵として登場するステージが用意された。
- ワイモバイル

2016年8月7日から2016年8月31日までの期間限定で開催され、にゃんこ側にはマスコットキャラクターであるふてニャンが登場した。
- 魔法少女まどか☆マギカ

2016年10月17日よりにゃんこ大戦争の4周年記念イベントを記念して開催された。 にゃんこ側には鹿目まどか、暁美ほむら、巴マミ、美樹さやか、佐倉杏子、キュゥべえとネコまどか等それらのネコ版が登場した。
敵側にはキュウべえ、お菓子の魔女シャルロッテ、ハコの魔女キルステン、薔薇園の魔女ゲルトルート、舞台装置の魔女ワルプルギスの夜が登場した。このうち、シャルロッテは第一形態と第二形態の両方が登場した。再度コラボした際ににゃんこ側には百江なぎさが、降臨ステージにはくるみ割りの魔女ホムリリィが登場。  2021年9月13日～9月27日のコラボではステージが大幅リニューアルされた。
2025年の1月のコラボでは新キャラクターとなるネコまどか＆ほむらや鹿目まどか等の第三形態の実装がされた。
- ピコ太郎コラボ

2016年12月13日から12月26日までの期間限定で実施され、にゃんこ側には敵ユニットとしてピコ太郎が登場した。
- キャットバスターズ

2016年11月29日から12月12日までの期間限定で実施され、にゃんこ側にはネコ博士が登場した。
- ナゾウサギ

2017年2月1日から14日までの期間限定で開催され、にゃんこ側にはクロウサギが敵として登場した。
- クラッシュフィーバー

2017年3月21日から年4月4日までの期間限定で開催され、メビウスやベリアルらが登場した。 また、『クラッシュフィーバー』側のコラボステージクリア報酬として、ハッピー100が配布された。2018年10月5日から第二回のコラボも行われた。
- ぐでたま

2017年7月13日から7月27日までの期間限定で実施され、にゃんこ側にはグレたまプレート、ぐでぐでアラモード、ニセたま軍団が登場した。 2018年6月14日から6月28日までで、新ステージ、「ぐでぐでしてて忙しい」が追加され、さらに敵にもにゃんこ側にも新キャラ、「ぐでネコマシン」が登場した。
- 劇場版Fate/stay night [Heaven’s Feel]

2017年10月30日から11月13日までの期間限定で実施され、にゃんこ側にはセイバーらが登場した。
また、コラボステージとは別に、高難易度のゲリラステージが日替わりで登場した。 2019年2月18日に第２回目のコラボが行われ、新キャラとして間桐桜などが追加された。
2023年1月30日から2月13日まで期間限定で実施。にゃんこ側に新たに間桐桜の第3形態が実装された。
コラボ前の一週間前の1月23日からコラボ当日の30日の10:59までツイッターにてキャンペーンがあった。
- 実況パワフルプロ野球

2018年1月18日から2月1日までの期間限定で実施され、にゃんこ側には矢部明雄らが登場した。
- ハニトーコラボ

2018年2月1日から3月8日まで「パセラリゾーツAKIBAマルチエンターテインメント店」の店内QRを読み取ることで、パセラのマスコットキャラクターのハニトンくんを入手することができた。
- エヴァンゲリオン

2018年3月16日〜30日、2019年7月18日〜8月1日、2020年6月25日〜7月2日、2021年1月18日〜2月1日、2023年6月1日～6月15日、2025年7月11日〜7月28日の期間限定で実施され、にゃんこ側には各エヴァンゲリオン機体(零号機、初号機、弐号機→改弐号機コード777(獣化形態)にヱヴァンゲリオン新劇場版:Qの公開に合わせ進化、八号機)やネコヴンダー、超古代勇者ウルトラソウルズの破壊衛星カオスムーンの亜種であるゼロムーンオペレーターズ、ネコ化&ちびキャラ化したシンジらが登場した。にゃんこ&敵側には使徒達が登場。2023年の復刻コラボでは、シン・エヴァンゲリオン劇場版に合わせ初号機、ネコウンダー、ちびレイに第三形態が追加され、新キャラとして焦眼の少女アスカ、エヴァ第13号機が登場。さらに新ステージが2種類追加された。
- めんトリコラボ

2018年4月2日から16日までの期間限定で実施され、にゃんこ側にはめんトリ・イモウトが登場した。
- LINE ポコパン

2018年5月10日から17日までの期間限定で実施され、にゃんこ側にはポコタ・オビス・ココが登場した。
- 地下鉄に乗るっ

2018年5月10日から6月10日、2019年9月20日から10月4日までの期間限定で実施され、にゃんこ&敵側には太秦萌、松賀咲、小野ミサ、太秦麗が登場した。
- ヒカキン

シリアルコードで入手可能だったキャラクターだったが、シリアルコードが廃止した後は、2018年11月8日（木）から11月15日（木）までの期間限定で、人気動画クリエイター「ヒカキン」が登場するステージが開催された。コラボ限定ステージクリアでコラボ限定キャラクター「ヒカキン」のゲット、及び第３形態に進化させることができる。
- ゆる〜いゲゲゲの鬼太郎大戦争

2019年1月18日から2月1日までの期間限定で実施され、にゃんこ側にはきたろう、目玉おやじが登場した。2021年9月1日～9月13日の間に復刻。なお現在はサービス終了している。
- ビックリマン

2019年4月22日から5月6日までの期間限定で実施され、にゃんこ側にはブラックゼウス・スーパーゼウス・スーパーデビル・ヘラクライスト・サタンマリア・聖フェニックス・ヘッドロココ・ネロ魔身・ヤマト王子・十字架天使・ネコ若神子・ネコデビル・ネコの助が登場した。2020年7月13日に復刻し、シャーマンカーンと騎神アリババ、天子男ジャックが追加。
2024年9月2日から16日にも復刻し、スーパーSゼウス、スーパーDデビル、ヘッドロココには本能が追加、天空神スーパーゼウスが登場、ヘラクライストには第三形態が追加された。また、一部のステージでは消費統率力が減少するなどの改善もみられた。

- クラフトカードゲーム ドットヒーローズ

2019年9月17日から10月1日までの期間限定で実施。にゃんこ側にはネコ2Dが、敵側にはドットヒーローが登場。
- ストリートファイターV

2019年11月1から11月15日までの期間限定で実施。にゃんこ&敵側にはリュウ、春麗、ガイル、ザンギエフ、ブランカ、ダルシム、ケン、豪鬼が登場。
2020年11月2日から11月16日の復刻ではにゃんこ&敵側にベガ、サガット、バルログ、バイソン、エドモンド本田が、にゃんこ側にネコベガ&サガット&バルログ&バイソン、ネコモンド本田が追加された。
2022年9月15日から29日の復刻コラボでは、にゃんこ&敵側に新たにさくら、ルークが登場した。
- 東京スカイツリー

2019年12月2日から12月26日までの期間限定で実施。にゃんこ側にはソラカラちゃんが登場。
- 初音ミク

2020年3月9日から3月23日までの期間限定で実施。にゃんこ側には初音ミク、桜ミク、鏡音リン&レン、ネコミクが登場。敵側には上記（ネコミク除く）と、わんこ、ゴリさん、クマ先生の亜種が登場。
2020年8月7日〜8月21日の復刻ではにゃんこ側にネコルカ、MEIKO&ネコ、巡音ルカが追加され、8月31日にはミクの誕生日という事で一日限定で復刻コラボがなされた。
2020年12月11日〜12月26日の復刻ではにゃんこ側に初音ミク マジカルミライ2020大阪&東京が追加され、巡音ルカが敵として登場する強襲ステージが開催された。
2021年2月15日〜3月1日のコラボではにゃんこ&敵側に雪ミク 2021が、にゃんこ側にKAITO&ネコ、ネコリン、ネコレンが追加された。
- 日清焼そばU.F.O.

2020年5月11日から5月18日、同年6月5日から6月19日までの期間限定で実施。にゃんこ側にはネコUFOを焼そばUFO型にアレンジしたネコU.F.O、ネコヤキソバンが登場。敵側にはネコU.F.Oとカオル君の亜種が登場。後者では新ステージ「U.F.O軍団強襲！」が追加された。
- らんま1/2

2021年4月12日から4月26日までの期間限定で実施。にゃんこ側にはネコパンダ、八宝斉、久遠寺右京、九能帯刀。にゃんこ&敵側には早乙女乱馬、天道あかね、響良牙、シャンプー、ムースが登場。
2022年6月27日から7月11日まで再度期間限定でコラボが実施された。にゃんこ側には新たに早乙女らんま(レオタード)、早乙女玄馬(パンダ)が登場。また、それに合わせてTwitter上でキャンペーンが6月20日正午から6月27日10時59分まで行われていた。
- ゴジラ

2021年6月7日から6月21日までの期間限定で実施。にゃんこ側にはネコゴジラ。敵側にはゴジラが登場。
- 熱血硬派くにおくん

2021年10月1日から10月15日までの期間限定イベント「熱血！にゃんこ大運動会」でコラボ。にゃんこ側には熱血硬派くにおくんが登場。2022年では9月29日から10月13日の期間限定で実施。2023年は10月4日から10月18日までの期間限定で実施。にゃんこ側には新たにりきが登場した。コラボは毎年行われている。
- 日本中央競馬会

2021年10月15日から10月31日、12月20日から12月26日までの期間限定で実施。にゃんこ側にはネコキリンモドキ、ネコノトリッキー、ネコノドラゴーンが登場。
- たかめ少女

2022年1月31日から2月14日の期間限定で実施。にゃんこ側にはナナ&ネコ、エミリア&ネコ、ジェアー&ネコ、シャオチョン&ネコが登場。
- ワールドトリガー

2022年10月13日から10月27日までの期間限定で実施。にゃんこ&敵側には三雲修と空閑遊真が、にゃんこ側のみに雨取千佳が登場。
- シン・ジャパン・ヒーローズ・ユニバース

2023年3月20日から4月17日の期間限定で実施。にゃんこ側にはにゃんこ仮面ライダー、ゴジラにゃんこ、エヴァンゲリオンにゃんこ、ウルトラマンにゃんこが登場。
- るろうに剣心

2024年5月23日から6月6日の期間限定で実施。にゃんこ＆敵側には緋村剣心、相楽左之助、四乃森青紫、斎藤一が追加された。さらに強襲ステージ、また各種コラボステージが追加された。上記のキャラクターの他に、ちび弥彦、ちび薫、ネコ剣心、ネコ薫が登場した。
- 範馬刃牙

2025年3月27日から4月10日の期間限定で実施。にゃんこ＆敵側には範馬刃牙、烈海王、花山薫、ジャック・ハンマー、愚地克巳が追加された。さらに強襲ステージ、また各種コラボステージが追加された。上記のキャラクターの他に、ネコオーガ、ちび刃牙、ネコ刃牙、ネコ海王、ネコ独歩が登場した。

## 反響
本作のiアプリ版のダウンロード回数は3年間の配信で20万回ほどだった一方、iOS/Android版は配信開始から半年ほどでダウンロード回数が600万回を突破した。特にAndroid版は、Google Playの運営元であるGoogleに取り上げられたことによって口コミなどを通じて人気が広まり、それに伴う形でiOS版の人気が再び急上昇するという形で人気を博した。
本作のプロジェクトマネージャーを務める升田はダウンロード回数の差について「iアプリ時代はアプリを頻繁に使う人が少なかったが、スマートフォンの普及によりアプリに対する意識が一変し、やっとマーケットができたいう印象が残った」とニュースサイト・アプリゲットとのインタビューの中で述べている。
また、2014年4月26日には800万ダウンロード突破を記念して、小林幸子をイメージキャラクターに据えたテレビCMが、関東、関西、中京地区で放映された。また、CMのナレーターとしてアナログタロウが起用された。
さらに、2020年9月15日には5500万ダウンロードを突破し、記念イベントが開かれた。
さらに、2025年6月3日には一億ダウンロードを突破した。

### 関連作品に対する反響
2015年より配信開始された3DS用ソフト『とびだす！にゃんこ大戦争』は、2015年・2016年・2017年の各年の年間ダウンロードランキングでそれぞれ首位を獲得し、2017年5月11日付のニンテンドー3DSのダウンロードソフト累計ランキングにおいても首位を獲得した。ダウンロード数は60万を突破するという、3DSのDL専用ソフトとしてロングセラーとなっている。

### 動画
1. ↑   (日本語) 【にゃんこTV】ケリ姫コラボ10周年にゃ【にゃんこ大戦争公式】 2023年7月18日閲覧。